# Keim Peak
Der Keim Peak ist ein markanter und 2045 m hoher Felsgipfel im ostantarktischen Viktorialand. Er ragt aus dem südlichen Ausläufer des Pomerantz-Tafellands in den Usarp Mountains auf. 
Kartografisch erfasst wurde das Gebiet durch Vermessungen des United States Geological Survey und mithilfe von Luftaufnahmen der United States Navy von 1960 bis 1962. Das Advisory Committee on Antarctic Names benannte den Berg 1964 nach Mike B. Keim, Fotograf für Luftaufnahmen der Flugstaffel VX-6 im Dienst der US-Navy in Viktorialand von 1962 bis 1963, der nochmals zwischen 1963 und 1964 in Antarktika tätig war.